# Svensksundsparken

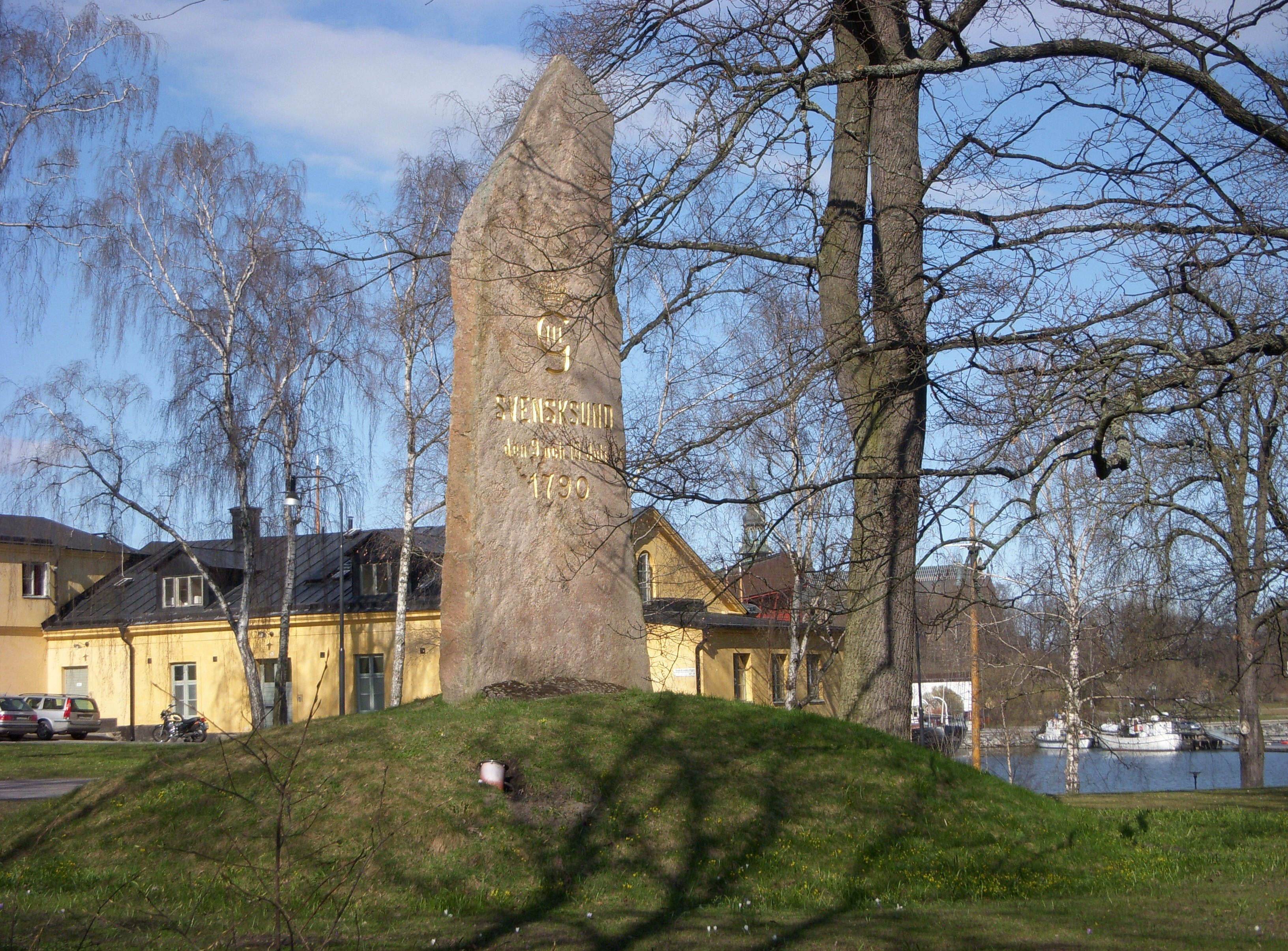
Svensksundsstenen.

Svensksundsparken  är en park på Skeppsholmen i Stockholm. Parken är ett cirka 50 meter brett grönområde som sträcker sig mellan Svensksundsvägen och Östra och Västra boställshuset i öst-västlig riktning över öns centrala delar. 
Liksom Svensksundsvägens namn härrör även Svensksundsparkens namn från Svensksundsstenen som finns i parkens östra del. Stenen avtäcktes den 9 juli 1890, då man firade hundraårsminnet av segern för Slaget vid Svensksund. Parken och gatan fick sitt nuvarande namn 1972.

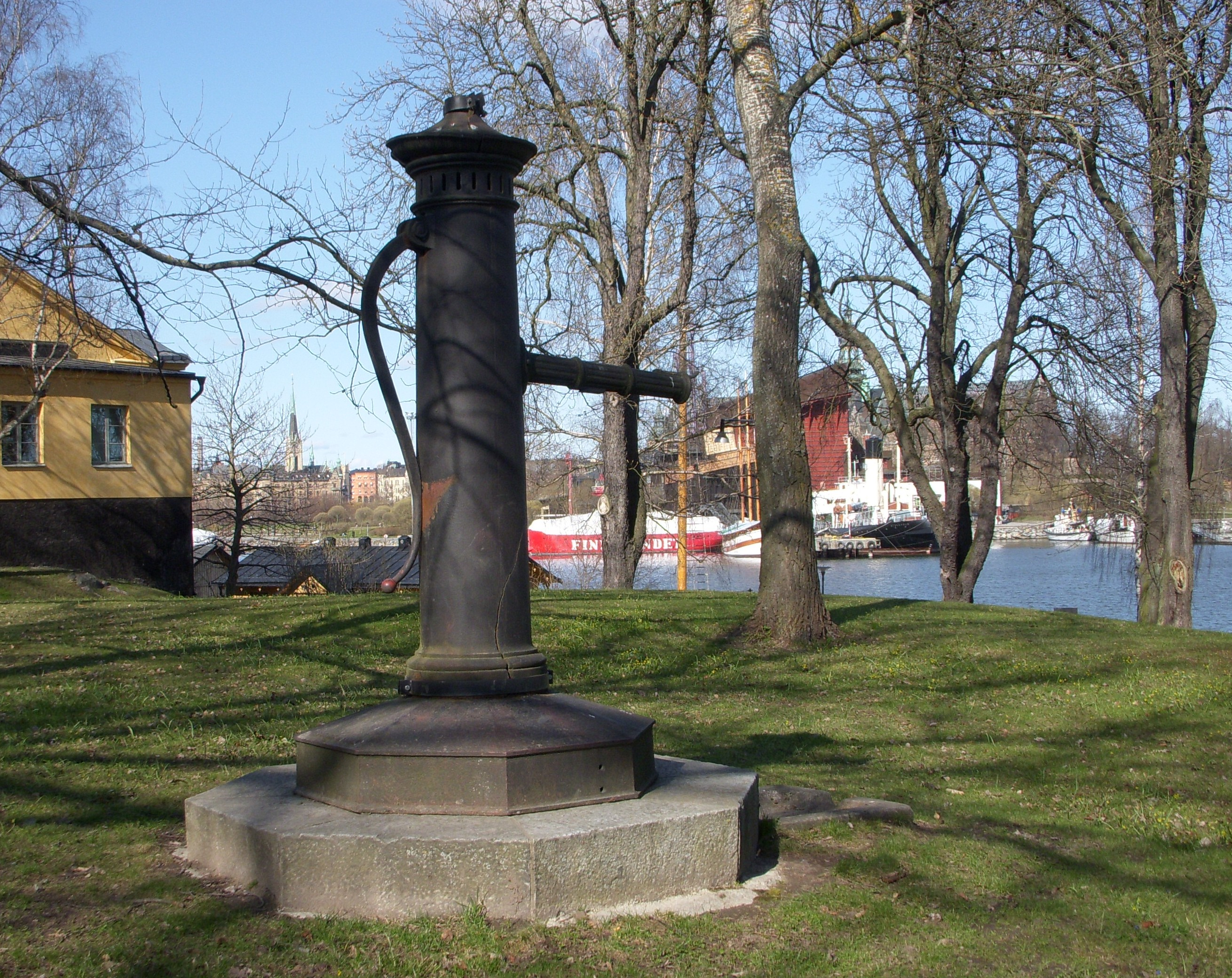
Caisa Rultas pump.

I parkens västra del återfinns skulpturgruppen  Paradiset och i östra delen står förutom minnesstenen även en gammal handpump med namnet Caisa Rultas pump. Pumpen var enda dricksvattenkällan på Skeppsholmen fram till 1871, då ön blev ansluten till det nya kommunala vattenledningsnätet och Vattentornet vid Amiralitetshuset uppfördes.